# Ligue B de la Ligue des nations de l'UEFA 2018-2019
Navigation
Ligue B 2020-2021
La Ligue B de la Ligue des nations 2018-2019 est la deuxième division de la Ligue des nations 2018-2019, première édition d'une compétition impliquant les équipes nationales masculines des 55 associations membres de l'UEFA.

## Format
La Ligue B se compose des associations classées de la treizième à la vingt-quatrième place au coefficient UEFA des nations, et se divise en quatre groupes de trois équipes. Les vainqueurs de chaque groupe sont promus en Ligue A pour la saison 2020-2021. Initialement, les équipes classées troisièmes de chaque groupes étaient reléguées en Ligue C, mais un changement dans le format de l'édition 2020-2021 décidé en septembre 2019 annule ces relégations.
De plus, la Ligue B permet l'attribution d'une des quatre places qualificatives pour le championnat d'Europe de football 2020 par le biais de barrages : les quatre équipes de ligue B les mieux classées ayant échoué à la qualification à l'issue de la phase éliminatoire de l'Euro 2020 prennent part à des barrages, dont le vainqueur sera qualifié pour la compétition.
Si moins de quatre équipes de la Ligue B ont échoué à se qualifier pour le Championnat d'Europe (via les éliminatoires classiques), les places restantes sont attribuées à l'équipe (ou aux équipes) suivante(s) la(les) mieux classée(s) de la ligue C, etc.
Les barrages consistent en deux demi-finales en confrontation unique qui voient, dans chaque ligue, l'équipe la mieux classée affronter la quatrième équipe la mieux classée, et la deuxième équipe la mieux classée affronter la troisième équipe la mieux classée, les matchs se jouant sur le terrain du meilleur classé ; suivies d'une finale entre les deux vainqueurs des demi-finales.

### Tirage au sort
Les équipes sont attribuées à la Ligue B en fonction de leur coefficient UEFA à l'issue de la phase de groupes des éliminatoires de la Coupe du monde 2018 le 11 octobre 2017. Celles-ci sont reparties en trois chapeaux de quatre équipes, placées selon leur coefficient.
Le tirage au sort de la phase de ligue aura lieu au SwissTech Convention Center de Lausanne, le 24 janvier 2018.
| Équipe         | Coeff  | Classement |
| -------------- | ------ | ---------- |
| Autriche       | 29,418 | 13         |
| Pays de Galles | 29,269 | 14         |
| Russie         | 29,258 | 15         |
| Slovaquie      | 28,555 | 16         |

| Équipe               | Coeff  | Classement |
| -------------------- | ------ | ---------- |
| Suède                | 28,487 | 17         |
| Ukraine              | 28,286 | 18         |
| République d'Irlande | 28,249 | 19         |
| Bosnie-Herzégovine   | 28,200 | 20         |

| Équipe          | Coeff  | Classement |
| --------------- | ------ | ---------- |
| Irlande du Nord | 27,127 | 21         |
| Danemark        | 27,052 | 22         |
| Tchéquie        | 27,028 | 23         |
| Turquie         | 26,538 | 24         |

## Groupes
Légende des classements
- Promotion en Ligue A

### Groupe 1
| Rang | Équipe    | Pts | J | G | N | P | Bp | Bc | Diff |  | Résultats (▼ dom., ► ext.) |     |     |     |
| ---- | --------- | --- | - | - | - | - | -- | -- | ---- |  | -------------------------- | --- | --- | --- |
| 1    | Ukraine   | 9   | 4 | 3 | 0 | 1 | 5  | 5  | 0    |  | Ukraine                    |     | 1-0 | 1-0 |
| 2    | Tchéquie  | 6   | 4 | 2 | 0 | 2 | 4  | 4  | 0    |  | Tchéquie                   | 1-2 |     | 1-0 |
| 3    | Slovaquie | 3   | 4 | 1 | 0 | 3 | 5  | 5  | 0    |  | Slovaquie                  | 4-1 | 1-2 |     |

| 1re journée                 | Tchéquie            | 1 - 2   | Ukraine                                        | Městský fotbalový stadion Miroslava Valenty, Uherské Hradiště |                                                |
| 6 septembre 2018 20:45 CEST | ( Sýkora) Schick 4e | (1 - 1) | 45+1e Konoplianka (Marlos ) · 90+3e Zintchenko | Spectateurs : 7 974 Arbitrage : Anthony Taylor                | Spectateurs : 7 974 Arbitrage : Anthony Taylor |
| 6 septembre 2018 20:45 CEST | Rapport             |         |                                                | Spectateurs : 7 974 Arbitrage : Anthony Taylor                | Spectateurs : 7 974 Arbitrage : Anthony Taylor |

| 2e journée                  | Ukraine               | 1 - 0   | Slovaquie | Arena Lviv, Lviv                                    |                                                     |
| 9 septembre 2018 15:00 CEST | Iarmolenko 80e (pen.) | (0 - 0) |           | Spectateurs : 0 Arbitrage : Anastasios Sidiropoulos | Spectateurs : 0 Arbitrage : Anastasios Sidiropoulos |
| 9 septembre 2018 15:00 CEST | Rapport               |         |           | Spectateurs : 0 Arbitrage : Anastasios Sidiropoulos | Spectateurs : 0 Arbitrage : Anastasios Sidiropoulos |

| 3e journée                 | Slovaquie           | 1 - 2   | Tchéquie                                      | Stade Antona Malatinského, Trnava              |                                                |
| 13 octobre 2018 15:00 CEST | ( Nemec) Hamšík 62e | (0 - 0) | 52e Krmenčík (Dočkal ) · 76e Schick (Dočkal ) | Spectateurs : 17 251 Arbitrage : Slavko Vinčić | Spectateurs : 17 251 Arbitrage : Slavko Vinčić |
| 13 octobre 2018 15:00 CEST | Rapport             |         |                                               | Spectateurs : 17 251 Arbitrage : Slavko Vinčić | Spectateurs : 17 251 Arbitrage : Slavko Vinčić |

| 4e journée                 | Ukraine                       | 1 - 0   | Tchéquie | Stade Metalist, Kharkiv                            |                                                    |
| 16 octobre 2018 20:45 CEST | ( Iaremtchouk) Malinovsky 43e | (1 - 0) |          | Spectateurs : 32 000 Arbitrage : Gediminas Mažeika | Spectateurs : 32 000 Arbitrage : Gediminas Mažeika |
| 16 octobre 2018 20:45 CEST | Rapport                       |         |          | Spectateurs : 32 000 Arbitrage : Gediminas Mažeika | Spectateurs : 32 000 Arbitrage : Gediminas Mažeika |

| 5e journée                 | Slovaquie                                                                            | 4 - 1   | Ukraine                      | Stade Antona Malatinského, Trnava |                              |
| 16 novembre 2018 20:45 CET | ( Hamšík) Rusnák 6e · ( Greguš) Kucka 26e · ( Rusnák) Zreľák 52e · ( Rusnák) Mak 61e | (2 - 0) | 47e Konoplianka (Karavaïev ) | Arbitrage : Nikola Dabanović      | Arbitrage : Nikola Dabanović |
| 16 novembre 2018 20:45 CET | Rapport                                                                              |         |                              | Arbitrage : Nikola Dabanović      | Arbitrage : Nikola Dabanović |

| 6e journée                 | Tchéquie             | 1 - 0   | Slovaquie | Eden Aréna, Prague              |                                 |
| 19 novembre 2018 20:45 CET | ( Jankto) Schick 32e | (1 - 0) |           | Arbitrage : Alejandro Hernandez | Arbitrage : Alejandro Hernandez |
| 19 novembre 2018 20:45 CET | Rapport              |         |           | Arbitrage : Alejandro Hernandez | Arbitrage : Alejandro Hernandez |

### Groupe 2
| Rang | Équipe  | Pts | J | G | N | P | Bp | Bc | Diff |  | Résultats (▼ dom., ► ext.) |     |     |     |
| ---- | ------- | --- | - | - | - | - | -- | -- | ---- |  | -------------------------- | --- | --- | --- |
| 1    | Suède   | 7   | 4 | 2 | 1 | 1 | 5  | 3  | +2   |  | Suède                      |     | 2-0 | 2-3 |
| 2    | Russie  | 7   | 4 | 2 | 1 | 1 | 4  | 3  | +1   |  | Russie                     | 0-0 |     | 2-0 |
| 3    | Turquie | 3   | 4 | 1 | 0 | 3 | 4  | 7  | -3   |  | Turquie                    | 0-1 | 1-2 |     |

| 1re journée                 | Turquie  | 1 - 2   | Russie                                   | Medical Park Stadyumu, Trabzon                     |                                                    |
| 7 septembre 2018 20:45 CEST | Aziz 41e | (1 - 1) | 13e Tcherychev · 49e Dziouba (Gazinski ) | Spectateurs : 29 702 Arbitrage : Artur Soares Dias | Spectateurs : 29 702 Arbitrage : Artur Soares Dias |
| 7 septembre 2018 20:45 CEST | Rapport  |         |                                          | Spectateurs : 29 702 Arbitrage : Artur Soares Dias | Spectateurs : 29 702 Arbitrage : Artur Soares Dias |

| 2e journée                   | Suède                     | 2 - 3   | Turquie                                                                | Friends Arena, Solna                               |                                                    |
| 10 septembre 2018 20:45 CEST | Thelin 35e · Claesson 49e | (1 - 0) | 51e Çalhanoğlu (Topal ) · 88e Akbaba (Tosun ) · 90+2e Akbaba (Gürler ) | Spectateurs : 21 832 Arbitrage : Jesús Gil Manzano | Spectateurs : 21 832 Arbitrage : Jesús Gil Manzano |
| 10 septembre 2018 20:45 CEST | Rapport                   |         |                                                                        | Spectateurs : 21 832 Arbitrage : Jesús Gil Manzano | Spectateurs : 21 832 Arbitrage : Jesús Gil Manzano |

| 3e journée                 | Russie  | 0 - 0 | Suède | Arena Baltika, Kaliningrad                  |                                             |
| 11 octobre 2018 20:45 CEST |         |       |       | Spectateurs : 31 698 Arbitrage : Luca Banti | Spectateurs : 31 698 Arbitrage : Luca Banti |
| 11 octobre 2018 20:45 CEST | Rapport |       |       | Spectateurs : 31 698 Arbitrage : Luca Banti | Spectateurs : 31 698 Arbitrage : Luca Banti |

| 4e journée                 | Russie                                      | 2 - 0   | Turquie | Stade olympique Ficht, Sotchi                     |                                                   |
| 14 octobre 2018 18:00 CEST | Neustädter 20e · ( Golovine) Tcherychev 78e | (1 - 0) |         | Spectateurs : 38 288 Arbitrage : Paweł Raczkowski | Spectateurs : 38 288 Arbitrage : Paweł Raczkowski |
| 14 octobre 2018 18:00 CEST | Rapport                                     |         |         | Spectateurs : 38 288 Arbitrage : Paweł Raczkowski | Spectateurs : 38 288 Arbitrage : Paweł Raczkowski |

| 5e journée                 | Turquie | 0 - 1   | Suède                | Konya Stadyumu, Konya                          |                                                |
| 17 novembre 2018 18:00 CET |         | (0 - 0) | 71e (pen.) Granqvist | Spectateurs : 37 425 Arbitrage : István Kovács | Spectateurs : 37 425 Arbitrage : István Kovács |
| 17 novembre 2018 18:00 CET | Rapport |         |                      | Spectateurs : 37 425 Arbitrage : István Kovács | Spectateurs : 37 425 Arbitrage : István Kovács |

| 6e journée                 | Suède                             | 2 - 0   | Russie | Friends Arena, Solna                            |                                                 |
| 20 novembre 2018 20:45 CET | ( Lustig) Lindelöf 41e · Berg 72e | (1 - 0) |        | Spectateurs : 20 223 Arbitrage : Benoît Bastien | Spectateurs : 20 223 Arbitrage : Benoît Bastien |
| 20 novembre 2018 20:45 CET | Rapport                           |         |        | Spectateurs : 20 223 Arbitrage : Benoît Bastien | Spectateurs : 20 223 Arbitrage : Benoît Bastien |

### Groupe 3
| Rang | Équipe             | Pts | J | G | N | P | Bp | Bc | Diff |  | Résultats (▼ dom., ► ext.) |     |     |     |
| ---- | ------------------ | --- | - | - | - | - | -- | -- | ---- |  | -------------------------- | --- | --- | --- |
| 1    | Bosnie-Herzégovine | 10  | 4 | 3 | 1 | 0 | 5  | 1  | +4   |  | Bosnie-Herzégovine         |     | 1-0 | 2-0 |
| 2    | Autriche           | 7   | 4 | 2 | 1 | 1 | 3  | 2  | +1   |  | Autriche                   | 0-0 |     | 1-0 |
| 3    | Irlande du Nord    | 0   | 4 | 0 | 0 | 4 | 2  | 7  | -5   |  | Irlande du Nord            | 1-2 | 1-2 |     |

| 1re journée                 | Irlande du Nord      | 1 - 2   | Bosnie-Herzégovine                     | Windsor Park, Belfast                           |                                                 |
| 8 septembre 2018 15:00 CEST | ( Boyce) Grigg 90+3e | (0 - 1) | 36e Duljević (Džeko ) · 64e Sarić (en) | Spectateurs : 16 942 Arbitrage : Pavel Královec | Spectateurs : 16 942 Arbitrage : Pavel Královec |
| 8 septembre 2018 15:00 CEST | Rapport              |         |                                        | Spectateurs : 16 942 Arbitrage : Pavel Královec | Spectateurs : 16 942 Arbitrage : Pavel Královec |

| 2e journée                   | Bosnie-Herzégovine      | 1 - 0   | Autriche | Stade Bilino-Polje, Zenica                   |                                              |
| 11 septembre 2018 20:45 CEST | ( Sarić (en)) Džeko 78e | (0 - 0) |          | Spectateurs : 9 100 Arbitrage : Ruddy Buquet | Spectateurs : 9 100 Arbitrage : Ruddy Buquet |
| 11 septembre 2018 20:45 CEST | Rapport                 |         |          | Spectateurs : 9 100 Arbitrage : Ruddy Buquet | Spectateurs : 9 100 Arbitrage : Ruddy Buquet |

| 3e journée                 | Autriche               | 1 - 0   | Irlande du Nord | Stade Ernst-Happel, Vienne                      |                                                 |
| 12 octobre 2018 20:45 CEST | ( Žulj) Arnautović 71e | (0 - 0) |                 | Spectateurs : 22 300 Arbitrage : Georgi Kabakov | Spectateurs : 22 300 Arbitrage : Georgi Kabakov |
| 12 octobre 2018 20:45 CEST | Rapport                |         |                 | Spectateurs : 22 300 Arbitrage : Georgi Kabakov | Spectateurs : 22 300 Arbitrage : Georgi Kabakov |

| 4e journée                 | Bosnie-Herzégovine                       | 2 - 0   | Irlande du Nord | Stade Grbavica, Sarajevo                            |                                                     |
| 15 octobre 2018 20:45 CEST | ( Višća) Džeko 27e · ( Pjanić) Džeko 73e | (1 - 0) |                 | Spectateurs : 11 050 Arbitrage : Mattias Gestranius | Spectateurs : 11 050 Arbitrage : Mattias Gestranius |
| 15 octobre 2018 20:45 CEST | Rapport                                  |         |                 | Spectateurs : 11 050 Arbitrage : Mattias Gestranius | Spectateurs : 11 050 Arbitrage : Mattias Gestranius |

| 5e journée                 | Autriche | 0 - 0 | Bosnie-Herzégovine | Stade Ernst-Happel, Vienne |                           |
| 15 novembre 2018 20:45 CET |          |       |                    | Arbitrage : Andrew Dallas  | Arbitrage : Andrew Dallas |
| 15 novembre 2018 20:45 CET | Rapport  |       |                    | Arbitrage : Andrew Dallas  | Arbitrage : Andrew Dallas |

| 6e journée                 | Irlande du Nord       | 1 - 2   | Autriche                                          | Windsor Park, Belfast       |                             |
| 18 novembre 2018 18:00 CET | ( Jones) C. Evans 57e | (0 - 0) | 49e Schlager (Žulj ) · 90+3e Lazaro (Arnautović ) | Arbitrage : Jonathan Lardot | Arbitrage : Jonathan Lardot |
| 18 novembre 2018 18:00 CET | Rapport               |         |                                                   | Arbitrage : Jonathan Lardot | Arbitrage : Jonathan Lardot |

### Groupe 4
| Rang | Équipe               | Pts | J | G | N | P | Bp | Bc | Diff |  | Résultats (▼ dom., ► ext.) |     |     |     |
| ---- | -------------------- | --- | - | - | - | - | -- | -- | ---- |  | -------------------------- | --- | --- | --- |
| 1    | Danemark             | 8   | 4 | 2 | 2 | 0 | 4  | 1  | +3   |  | Danemark                   |     | 2-0 | 0-0 |
| 2    | Pays de Galles       | 6   | 4 | 2 | 0 | 2 | 6  | 5  | +1   |  | Pays de Galles             | 1-2 |     | 4-1 |
| 3    | République d'Irlande | 2   | 4 | 0 | 2 | 2 | 1  | 5  | -4   |  | République d'Irlande       | 0-0 | 0-1 |     |

| 1re journée                 | Pays de Galles                                                                            | 4 - 1   | République d'Irlande | Cardiff City Stadium, Cardiff                   |                                                 |
| 6 septembre 2018 20:45 CEST | ( Allen) Lawrence 6e · ( B. Davies) Bale 18e · ( Ampadu) Ramsey 37e · ( Bale) Roberts 55e | (3 - 0) | 66e S. Williams      | Spectateurs : 25 657 Arbitrage : Clément Turpin | Spectateurs : 25 657 Arbitrage : Clément Turpin |
| 6 septembre 2018 20:45 CEST | Rapport                                                                                   |         |                      | Spectateurs : 25 657 Arbitrage : Clément Turpin | Spectateurs : 25 657 Arbitrage : Clément Turpin |

| 2e journée                  | Danemark                                      | 2 - 0   | Pays de Galles | Aarhus Idrætspark, Aarhus                      |                                                |
| 9 septembre 2018 18:00 CEST | ( Dalsgaard) Eriksen 32e · Eriksen 63e (pen.) | (1 - 0) |                | Spectateurs : 17 506 Arbitrage : Deniz Aytekin | Spectateurs : 17 506 Arbitrage : Deniz Aytekin |
| 9 septembre 2018 18:00 CEST | Rapport                                       |         |                | Spectateurs : 17 506 Arbitrage : Deniz Aytekin | Spectateurs : 17 506 Arbitrage : Deniz Aytekin |

| 3e journée                 | République d'Irlande | 0 - 0 | Danemark | Aviva Stadium, Dublin                                     |                                                           |
| 13 octobre 2018 20:45 CEST |                      |       |          | Spectateurs : 41 220 Arbitrage : Xavier Estrada Fernández | Spectateurs : 41 220 Arbitrage : Xavier Estrada Fernández |
| 13 octobre 2018 20:45 CEST | Rapport              |       |          | Spectateurs : 41 220 Arbitrage : Xavier Estrada Fernández | Spectateurs : 41 220 Arbitrage : Xavier Estrada Fernández |

| 4e journée                 | République d'Irlande | 0 - 1   | Pays de Galles | Aviva Stadium, Dublin                          |                                                |
| 16 octobre 2018 20:45 CEST |                      | (0 - 0) | 58e Wilson     | Spectateurs : 38 321 Arbitrage : Björn Kuipers | Spectateurs : 38 321 Arbitrage : Björn Kuipers |
| 16 octobre 2018 20:45 CEST | Rapport              |         |                | Spectateurs : 38 321 Arbitrage : Björn Kuipers | Spectateurs : 38 321 Arbitrage : Björn Kuipers |

| 5e journée                 | Pays de Galles       | 1 - 2   | Danemark                                                | Cardiff City Stadium, Cardiff |                           |
| 16 novembre 2018 20:45 CET | ( Williams) Bale 89e | (0 - 1) | 42e Jørgensen (Poulsen ) · 88e Braithwaite (Dalsgaard ) | Arbitrage : Ivan Kruzliak     | Arbitrage : Ivan Kruzliak |
| 16 novembre 2018 20:45 CET | Rapport              |         |                                                         | Arbitrage : Ivan Kruzliak     | Arbitrage : Ivan Kruzliak |

| 6e journée                 | Danemark | 0 - 0 | République d'Irlande | Aarhus Idrætspark, Aarhus  |                            |
| 19 novembre 2018 20:45 CET |          |       |                      | Arbitrage : Aliyar Aghayev | Arbitrage : Aliyar Aghayev |
| 19 novembre 2018 20:45 CET | Rapport  |       |                      | Arbitrage : Aliyar Aghayev | Arbitrage : Aliyar Aghayev |

## Classement général
Légende des classements
- Promu en Ligue A et accédant au minimum aux barrages des éliminatoires de l'Euro 2020

| Classement final de la phase de groupe Mise à jour : 20 novembre 2018, après la phase de groupe. \| Ligue B \| Ligue B \| Ligue B \| Ligue B \| Ligue B \| Ligue B \| Ligue B \| Ligue B \| Ligue B \| Ligue B \| Ligue B \| \| Rang \| Nation \| Parcours \| Gr. \| MJ \| G \| N \| P \| Pts \| Bp \| Bc \| \| ------- \| -------------------- \| ------------------------------- \| ------- \| ------- \| ------- \| ------- \| ------- \| ------- \| ------- \| ------- \| \| 1er \| Bosnie-Herzégovine \| Meilleur premier de groupe \| 3 \| 4 \| 3 \| 1 \| 0 \| 10 \| 5 \| 1 \| \| 2e \| Ukraine \| 2e meilleur premier de groupe \| 1 \| 4 \| 3 \| 0 \| 1 \| 9 \| 5 \| 5 \| \| 3e \| Danemark \| 3e meilleur premier de groupe \| 4 \| 4 \| 2 \| 2 \| 0 \| 8 \| 4 \| 1 \| \| 4e \| Suède \| 4e meilleur premier de groupe \| 2 \| 4 \| 2 \| 1 \| 1 \| 7 \| 4 \| 2 \| \| \| \| \| \| \| \| \| \| \| \| \| \| 5e \| Russie \| Meilleur deuxième de groupe \| 2 \| 4 \| 2 \| 1 \| 1 \| 7 \| 4 \| 3 \| \| 6e \| Autriche \| 2e meilleur deuxième de groupe \| 3 \| 4 \| 2 \| 1 \| 1 \| 7 \| 3 \| 2 \| \| 7e \| Pays de Galles \| 3e meilleur deuxième de groupe \| 4 \| 4 \| 2 \| 0 \| 2 \| 6 \| 6 \| 5 \| \| 8e \| Tchéquie \| 4e meilleur deuxième de groupe \| 1 \| 4 \| 2 \| 0 \| 2 \| 6 \| 4 \| 4 \| \| \| \| \| \| \| \| \| \| \| \| \| \| 9e \| Slovaquie \| Meilleur troisième de groupe \| 1 \| 4 \| 1 \| 0 \| 2 \| 3 \| 5 \| 4 \| \| 10e \| Turquie \| 2e meilleur troisième de groupe \| 2 \| 4 \| 1 \| 0 \| 3 \| 3 \| 4 \| 7 \| \| 11e \| République d'Irlande \| 3e meilleur troisième de groupe \| 4 \| 4 \| 0 \| 2 \| 2 \| 2 \| 1 \| 5 \| \| 12e \| Irlande du Nord \| 4e meilleur troisième de groupe \| 3 \| 4 \| 0 \| 0 \| 4 \| 0 \| 2 \| 7 \| |                      |                                 |     |    |   |   |   |     |    |    |
| Ligue B |                      |                                 |     |    |   |   |   |     |    |    |
| Rang | Nation               | Parcours                        | Gr. | MJ | G | N | P | Pts | Bp | Bc |
| 1er | Bosnie-Herzégovine   | Meilleur premier de groupe      | 3   | 4  | 3 | 1 | 0 | 10  | 5  | 1  |
| 2e | Ukraine              | 2e meilleur premier de groupe   | 1   | 4  | 3 | 0 | 1 | 9   | 5  | 5  |
| 3e | Danemark             | 3e meilleur premier de groupe   | 4   | 4  | 2 | 2 | 0 | 8   | 4  | 1  |
| 4e | Suède                | 4e meilleur premier de groupe   | 2   | 4  | 2 | 1 | 1 | 7   | 4  | 2  |
| |                      |                                 |     |    |   |   |   |     |    |    |
| 5e | Russie               | Meilleur deuxième de groupe     | 2   | 4  | 2 | 1 | 1 | 7   | 4  | 3  |
| 6e | Autriche             | 2e meilleur deuxième de groupe  | 3   | 4  | 2 | 1 | 1 | 7   | 3  | 2  |
| 7e | Pays de Galles       | 3e meilleur deuxième de groupe  | 4   | 4  | 2 | 0 | 2 | 6   | 6  | 5  |
| 8e | Tchéquie             | 4e meilleur deuxième de groupe  | 1   | 4  | 2 | 0 | 2 | 6   | 4  | 4  |
| |                      |                                 |     |    |   |   |   |     |    |    |
| 9e | Slovaquie            | Meilleur troisième de groupe    | 1   | 4  | 1 | 0 | 2 | 3   | 5  | 4  |
| 10e | Turquie              | 2e meilleur troisième de groupe | 2   | 4  | 1 | 0 | 3 | 3   | 4  | 7  |
| 11e | République d'Irlande | 3e meilleur troisième de groupe | 4   | 4  | 0 | 2 | 2 | 2   | 1  | 5  |
| 12e | Irlande du Nord      | 4e meilleur troisième de groupe | 3   | 4  | 0 | 0 | 4 | 0   | 2  | 7  |

## Buteurs
Mise à jour : après les rencontres du 20 novembre
| 3 buts - Edin Džeko - Patrik Schick | 2 buts - Christian Eriksen - Gareth Bale - Denis Cheryshev | - Emre Akbaba - Yevhen Konoplyanka |  |

1 but
- Marko Arnautović
- Xaver Schlager
- Valentino Lazaro
- Haris Duljević
- Elvis Sarić
- Martin Braithwaite
- Nicolai Jørgensen
- Shaun Williams
- Corry Evans
- Will Grigg
- Tom Lawrence
- Aaron Ramsey
- Connor Roberts
- Harry Wilson
- Artiom Dziouba
- Roman Neustädter
- Marek Hamšík
- Juraj Kucka
- Róbert Mak
- Albert Rusnák
- Adam Zreľák
- Marcus Berg
- Viktor Claesson
- Andreas Granqvist
- Victor Lindelöf
- Isaac Kiese Thelin
- Michael Krmenčík
- Serdar Aziz
- Hakan Çalhanoğlu
- Andri Iarmolenko
- Rouslan Malinovsky
- Olexandre Zintchenko

## Barrages de la voie de la Ligue B pour l'Euro 2021
Dans chaque ligue, les quatre meilleures équipes n'ayant pas pu se qualifier à l'issue des éliminatoires du Championnat d'Europe 2021 prennent part à des barrages durant le mois de mars 2020. Les places de barrages sont attribuées dans un premier temps aux vainqueurs de chaque groupe. Si, dans le cas échéant, ceux-ci sont déjà qualifiés pour la phase finale de l'Euro, ces places seront attribuées à l'équipe suivante la mieux classée dans la même ligue, et ainsi de suite.  Si dans une ligue, moins de quatre équipes ne sont pas qualifiées pour la phase finale du Championnat d'Europe, les places restantes, par un système de repêchage, sont attribuées à (ou aux) équipe(s) suivante(s) la(les) mieux classée(s) dans la division inférieure (s'il en est de même dans la division inférieure, d'autres équipes seront repêchées dans les divisions plus inférieures, réparties alors, selon leurs classements décroissants, dans les barrages des divisions supérieures). Si le cas échéant toutes les équipes d'une même division sont déjà qualifiées à l'issue des éliminatoires, deux équipes seront de fait qualifiées lors des barrages de la division restante la mieux classée.
Les barrages consistent en deux demi-finales en confrontation unique qui voit l'équipe la mieux classée affronter le quatrième à domicile tandis le deuxième accueille le troisième, suivis d'une finale, entre les deux vainqueurs de ces demi-finales, dont un des deux finalistes sera l'hôte. Les quatre gagnants de ces barrages prendront ainsi part à la phase finale du Championnat d'Europe, signifiant qu'au moins une équipe de chaque division de la Ligue des nations se qualifie pour la compétition.